# Kesu
Kesu est une localité du Cameroun située dans la commune de Wum, le département de la Menchum et la Région du Nord-Ouest.

## Population
Lors du recensement de 2005, on y a dénombré 11 802 personnes. Ce nombre comprend 5 786 hommes et 6 016 femmes. C'est la localité la plus peuplée de la commune.

## Environnement
Kesu est située au centre de la ville de Wum. Le village abrite l'un des nombreux lacs de la commune, le lac Illum. La localité est soumise à une forte pluviométrie qui peut entrainer des inondations pendant la saison pluvieuse. Kesu est doté d'un paysage de savane qui favorise l'élevage des bovins.